# Allan F. Archer
Allan Frost Archer is een Amerikaans arachnoloog. Hij bracht twee wetenschappelijke boeken uit. Verder beschreef hij een groot aantal spinnengeslachten, waaronder het Gibbaranea-geslacht. 

## Publicaties
- Archer, Allan F. (1946). The Theridiidae or Comb-footed Spiders of Alabama. Museum Papers of the Alabama Museum of Natural History (22).
- Archer, Allan F. (1940). The Argiopidae or orb-weaving spiders of Alabama

### Beschreven dieren
Archer beschreef de volgende spinnengeslachten - in alfabetische volgorde:
- Agalenatea Archer, 1951
- Colphepeira Archer, 1941
- Eriovixia Archer, 1951
- Gibbaranea Archer, 1951
- Yaginumia Archer, 1960

En de volgende soorten: 
- Alpaida elegantula Archer, 1965
- Alpaida haligera Archer, 1971
- Araneus andrewsi Archer, 1951
- Araneus iviei Archer, 1951
- Araneus mammatus Archer, 1951
- Araneus montereyensis Archer, 1951
- Araneus santarita Archer, 1951
- Araneus texanus Archer, 1951
- Cyphalonotus benoiti Archer, 1965

- Gasteracantha cancriformis gertschi Archer, 1941

- Gasteracantha thomasinsulae Archer, 1951
- Kapogea alayoi Archer, 1958
- Lewisepeira farri Archer, 1958
- Mecynogea martiana Archer, 1958
- Metazygia carolinalis Archer, 1951
- Metepeira bengryi Archer, 1958
- Metepeira jamaicensis Archer, 1958
- Parazygiella carpenteri Archer, 1951
- Xylethrus arawak Archer, 1965